# Evil Dead: The Game
Evil Dead: The Game est un jeu vidéo développé Saber Interactive et publié par Boss Team Games, sorti en 2022 sur PlayStation 5, PlayStation 4, Xbox Series, Xbox One et Microsoft Windows.
Il est basé sur l'univers de la franchise Evil Dead, reprenant plusieurs personnages, décors et éléments des différents films de la franchise ainsi que de la série télévisée Ash vs Evil Dead. Il s'agit principalement d'un jeu en coopération avec également des combats joueur contre joueur (PvP),. 
Une version à destination de la Nintendo Switch était prévue avant d'être annulée en septembre 2023. Le même mois, Saber Interactive annonce également l'arrêt du développement de nouveaux contenus pour le jeu. Néanmoins, les serveurs ainsi que le service technique est maintenu.

## Système de jeu
Le jeu comporte à la fois une partie coopérative et des combats joueur contre joueur (PvP),, ainsi que des mécanismes d'arbre de compétences. Il comporte également plusieurs cartes, y compris la cabane dans les bois de la série de films Evil Dead, plus de 25 armes, y compris la tronçonneuse et le fusil de chasse d'Ash.

## Commercialisation
Evil Dead: The Game a été annoncé aux Game Awards le 10 décembre 2020. Les bandes-annonces officielles du jeu ont été mises en ligne sur YouTube le même jour,.